# Žan Celar
Žan Celar (* 14. März 1999 in Kranj) ist ein slowenischer Fußballspieler auf der Position eines Stürmers. Seit Sommer 2024 steht der slowenische A-Nationalspieler beim Queens Park Rangers in der Championship League unter Vertrag.

## Vereinskarriere

### Karrierebeginn in der Heimat
Žan Celar wurde am 14. März 1999 in der Stadt Kranj im Norden Sloweniens geboren und begann seine Karriere als Fußballspieler im Mai 2004 beim wenige Kilometer östlich seiner Geburtsstadt gelegenen NK Šenčur. Ab dieser Zeit durchlief der damals Fünfjährige sämtliche Nachwuchsspielklassen beim Verein und kam im Laufe der Zeit auch beim NK Velesovo, der sich ebenfalls nur rund drei Kilometer östlich von Šenčur befindet, unter. Hierbei trat er zeitweise als Kooperationsspieler, da die beiden nahe beieinander liegenden Vereinen eine Kooperation hatten, in Erscheinung und absolvierte Spiele für gemeinsame Jugendmannschaften der beiden Klubs. In der Saison 2011/12 kam er für eine U-15-Kooperationsmannschaft der beiden Vereine in 29 Ligaspielen zum Einsatz und steuerte acht Treffer bei. Bis zur Winterpause der Spielzeit 2012/13 absolvierte er weitere 17 Meisterschaftspartien für besagte U-15-Mannschaft und kam dabei auf eine Bilanz von acht Toren.
Aufgrund seiner Offensivstärke wurde auch der größte Fußballverein der Stadt Kranj, der NK Triglav Kranj, auf das junge Nachwuchstalent aufmerksam und lotste es in der Winterpause in seine eigene Jugend. Für die U-15-Mannschaft des slowenischen Erstligisten absolvierte Celar bis zum Saisonende weitere elf Ligaspiele, war aber erst bei seinen beiden letzten Meisterschaftspartien als Torschütze (jeweils im Doppelpack) erfolgreich. In der darauffolgenden Spielzeit wurde Celars Torgefährlichkeit erst deutlich; bei 19 Einsätzen für die vereinseigene U-15-Mannschaft kam er auf 27 Tore, wobei er zumeist im Doppelpack traf, aber auch einen Hattrick, sowie einen Viererpack beisteuerte. Aufgrund seiner Offensivstärke wurde er ab dem Frühjahr auch erstmals in der 1. Slovenska Kadetska Liga, der U-17-Mannschaft der slowenischen Erstligisten, eingesetzt. Gleich bei seinem Debütspiel am 15. März 2014 gelangen ihm bei einem 4:0-Heimerfolg über den Nachwuchs des ND Ilirija 1911 zwei Tore. Bis zum Ende der Saison hatte er es in sechs Ligaspielen auf drei Treffer gebracht und wurde noch in der Sommerpause von einem noch größeren slowenischen Fußballklub abgeworben.

### Debüt in der höchsten Liga
Der NK Maribor hatte seine Fühler ausgestreckt und das 15-jährige Stürmertalent für seine eigene Jugendabteilung verpflichtet. Ab der Spielzeit 2014/15 agierte als Stammspieler in der U-17-Mannschaft des Vereins, für die er in 30 Ligapartien zu 29 Torerfolgen kam, sowie an einer Reihe weitere Treffer als Assistgeber mitwirkte. Auch in der nachfolgenden Saison 2015/16 war Celar Stammkraft in der Offensive des U-17-Teams und kam bei 23 Einsätzen auf 25 Treffer. Hinzu kamen auch noch drei Einsätze und ebenso viele Tore im Fußballpokal der U-17-Mannschaften. Aufgrund seiner starken Offensivleistungen in der Jugend wurde er für das letzte Saisonspiel 2015/16 von Trainer Darko Milanič in die Profimannschaft beordert. Bei der sportlich unbedeutenden 2:3-Niederlage der Mariborer gegen den ND Gorica spielte Celar von Beginn an und wurde in der 59. Spielminute durch den brasilianischen Goalgetter Marcos Tavares ersetzt. Bei seinem Debüt war Celar 17 Jahre, zwei Monate und sieben Tage alt und damit der jüngste eingesetzte Spieler im Laufe der Slovenska Nogometna Liga 2015/16. In der Saison 2016/17 stieg er von der U-17-Mannschaft in das U-19-Team des Vereins auf und vertrat dieses in der 1. Slovenska Mladinska Liga. Als Stammspieler brachte er es bei 23 Ligaeinsätzen auf 13 Tore und absolvierte zudem drei Spiele im Juniorenpokal, wobei er zweimal zum Torerfolg kam. Zur 26. Meisterschaftsrunde der Slovenska Nogometna Liga 2016/17 wurde Celar ein einziges Mal im Laufe dieser Saison in die Herrenmannschaft geholt, saß beim 1:0-Heimerfolg des NK Maribor über den NK Radomlje allerdings über die volle Spieldauer uneingesetzt auf der Ersatzbank.

### Wechsel nach Rom
Zur Sommerpause vor Beginn der Spielzeit 2017/18 kam es zu einem Wechsel des mittlerweile 18-jährigen Slowenen nach Italien. Die AS Rom hatte für den torgefährlichen Rechtsfuß eine Million Euro bezahlt, wobei der NK Maribor zusätzlich 10 % an der Ablösesumme eines etwaigen späteren Weiterverkaufs erhält. Beim italienischen Hauptstadtklub stieg er daraufhin in die Primavera-Mannschaft ein und gab bereits im ersten Meisterschaftsspiel gegen die U-19 von Hellas Verona am 8. September 2017 sein Pflichtspieldebüt für das Juniorenteam, wobei dem Mittelstürmer beim 2:1-Erfolg seines Teams der 1:0-Führungstreffer gelang. Nur wenige Tage später hatte er seinen ersten Einsatz unter Alberto De Rossi, dem Vater von Daniele De Rossi, in der UEFA Youth League 2017/18. Nach Einsätzen in fünf von Roms sechs Spielen in der Gruppenphase der Youth League, schied Celar, der selbst drei Treffer beigesteuert hatte, mit der Mannschaft als Drittplatzierter der Gruppe C frühzeitig aus dem Turnier aus. In der Liga brachte es der Slowene auf insgesamt 24 von 30 möglich gewesenen Ligaauftritten und eine Bilanz von elf Toren und drei Torvorlagen. Im Endklassement rangierte das Primavera-Team auf dem dritten Tabellenplatz und schied in der saisonabschließenden Finalrunde noch in der aus Hin- und Rückspiel bestehenden Qualifikationsrunde gegen den Nachwuchs von Juventus Turin aus. Celar war hierbei in beiden Partien im Einsatz und erzielte beim 1:1-Remis im Hinspiel einen Treffer. Auf vier weitere Einsätze brachte er es in dieser Saison in der Coppa Italia Primavera sowie bei der Niederlage gegen die Jugend von Inter Mailand in der Supercoppa der Primavera-Mannschaften.
In der darauffolgenden Spielzeit 2018/19 agierte der 19-jährige Slowene von Beginn an äußerst torgefährlich. Nachdem er bei seinem ersten Saisonspiel, einer 3:5-Heimniederlage gegen die US Sassuolo Calcio, bei der unter anderem ein Tor gemacht hatte, kurz vor Spielende mit einer roten Karte vom Platz gestellt worden war, erzielte er nach Absitzen einer zwei Spiele andauernden Rotsperre, laufend Tore für die jungen Römer. Binnen der vierten und neunten Spielrunde kam der junge Slowene bei sechs Ligaeinsätzen auf 13 Tore und einen Assist, was auch nicht beim Trainer der Profimannschaft, dem einstigen italienischen Nationalspieler Eusebio Di Francesco, unbemerkt blieb. So wurde er für das Serie-A-Spiel der 14. Meisterschaftsrunde gegen Inter Mailand erstmals in den Profikader geholt, verbrachte das 2:2-Heimremis gegen Inter Mailand jedoch uneingesetzt auf der Ersatzbank. Danach kehrte Celar wieder zur Primavera-Mannschaft zurück und agierte für diese, wenn auch nicht mehr so extrem torgefährlich wie in den Spielen davor, wieder als Stammspieler, der es dennoch zu regelmäßigen Torerfolgen brachte. Nach einer Reihe erfolgreicher Spiele in der Primavera 1 schaffte er Mitte Februar 2019 erneut den Sprung in den Profikader, blieb aber vorerst erneut ohne Einsatz.

### Serie-A-Debüt des torgefährlichen Primavera-Spielers
Zu seinem Profidebüt kam er jedoch einige Wochen später, als er drei Tage vor seinem 20. Geburtstag bei einem 2:1-Heimerfolg über den FC Empoli als Ersatzspieler in der 86. Spielminute für den verletzten Patrik Schick eingewechselt wurde und bis zum Spielende als Mittelstürmer fungierte. In der darauffolgenden Runde saß er zum vorerst letzten Mal in einem Pflichtspiel auf der Ersatzbank der Profis und beendete die Saison in der Primavera 1 nach 27 Ligaspielen, 28 Toren und vier Torvorlagen mit den Römern auf dem dritten Tabellenplatz. In der nachfolgenden und saisonabschließenden Finalrunde unterlag die Mannschaft im Halbfinale mit 0:3 dem Nachwuchs von Inter Mailand. Celar wurde in dieser Saison nicht nur mannschaftsinterner Torschützenkönig, sondern führte die Torschützenliste auch in der Primavera 1 an. Der nächstbeste Torschütze war Vincenzo Millico vom FC Turin, der es bei 22 Einsätzen zu 24 Treffern gebracht hatte. In der Coppa Italia Primavera war für die AS Rom in dieser Spielzeit bereits im Viertelfinale Schluss; Celar brachte es in diesem Wettbewerb auf einen Einsatz. Zusammen mit dem im Sommer 2019 von Inter Mailand kommenden Edoardo Vergani wird Celar als Anwärter für die 9er-Position bei den Profis angesehen. Um Spielpraxis zu sammeln ist sein Stammverein für die Saison 2019/20 auf der Suche nach einem Verein aus der Serie B, bei dem der Slowene vorerst unterkommen soll, um danach an die Profimannschaft der AS Rom herangeführt zu werden.

### Leihweise Wechsel zur AS Cittadella und zur US Cremonese
Nachdem am 11. Juli 2019 bekanntgegeben wurde, dass Celar seinen Vertrag bei der AS Rom offiziell bis zum 30. Juni 2023 verlängert hat, wurde noch am selben Tag bestätigt, dass der junge Slowene die Saison 2019/20 als Leihspieler bei der AS Cittadella in der Serie B bestreiten werde. Am 24. August 2019 kam er beim Erstrundenspiel der Serie B 2019/20, einer 0:3-Heimniederlage gegen Spezia Calcio, zu seinem Debüt in der zweithöchsten italienischen Fußballliga, als er in der 56. Spielminute für Mario Gargiulo auf den Rasen kam. Nachdem er im darauffolgenden Spiel uneingesetzt auf der Ersatzbank saß, erzielte er in der dritten Runde, bei einem 2:0-Heimsieg über Trapani Calcio nach Vorlage von Davide Luppi in Minute 46 den Treffer zur 1:0-Führung. In weiterer Folge kam er des Öfteren von Beginn an zum Einsatz, saß aber auch immer wieder ohne Einsatz auf der Ersatzbank. Ab Ende Oktober wurde Celar wieder weniger von seinem Trainer Roberto Venturato berücksichtigt und hatte es bis zur 20. Meisterschaftsrunde auf zehn Einsätze in der Serie B gebracht. In der Coppa Italia 2019/20, in der er mit der Mannschaft nach der vierten Runde ausschied, kam der torgefährliche Rechtsfuß in allen drei Partien seiner Mannschaft zum Einsatz und erzielte dabei zwei Treffer.
Kurz vor Ende der Wintertransferperiode holte der italienische Hauptstadtklub seinen verliehenen Spieler wieder vorzeitig zurück, um ihn jedoch umgehend an die US Cremonese, ebenfalls mit Spielbetrieb in Italiens Zweitklassigkeit, zu verleihen. Am 31. Januar 2020 saß er bei einer 3:4-Niederlage gegen den AC Pisa bereits erstmals auf der Ersatzbank von Cremonese, wurde jedoch noch nicht von Trainer Massimo Rastelli berücksichtigt. Erst im dritten Ligaspiel seit seinem Wechsel wurde er bei der 2:3-Auswärtsniederlage gegen Spezia Calcio über die vollen 90 Minuten im offensiven Mittelfeld eingesetzt. In weiterer Folge saß er, bis zur Unterbrechung des Spielbetriebes aufgrund der COVID-19-Pandemie in Italien, in einigen weiteren Partien des lombardischen Vereins auf der Ersatzbank und kam bis dato (Stand: 26. April 2020) nur ein weiteres Mal zu einem Kurzeinsatz, als er ausgerechnet bei einem 0:0-Remis gegen die AS Cittadella ins Spiel gebracht wurde.

## Nationalmannschaftskarriere
Erste Erfahrungen in einer Nachwuchsnationalmannschaft des slowenischen Fußballverbandes sammelte Celar im Jahre 2014, als er am 9. September bei einer 1:6-Niederlage der slowenischen U-16-Junioren gegen die Alterskollegen aus Österreich debütierte. Nach einer weiteren 0:6-Niederlage gegen Österreich zwei Tage später, kam er rund einen Monat später in zwei weiteren U-16-Länderspielen gegen Serbien zum Einsatz, wobei er im letzten Spiel ein Tor erzielte. Danach kam er nicht wieder im U-16-Nationalkader zum Einsatz, sondern startete ein halbes Jahr später seine Laufbahn in der slowenischen U-17-Nationalmannschaft. Nach drei Einsätzen in Freundschaftsspielen Anfang März 2015 absolvierte Celar anlässlich des von Ende April bis Anfang Mai stattfindenden Turnier der Nationen fünf weitere Länderspiele, bei denen er insgesamt drei Treffer erzielte. Das Turnier wird von manchen Nationen, wie zum Beispiel den Österreichern, als U-16-Turnier angesehen. Danach dauerte es bis Ende August 2015, ehe Celar wieder zu Einsätzen für die U-17-Auswahl seines Heimatlandes kam. In zwei freundschaftlichen Länderspieleinsätzen gegen Nordirland eingesetzt, kam der Mittelstürmer einmal zum Torerfolg und startete einen Monat später mit den Slowenen in die Qualifikation zur U-17-Europameisterschaft 2016. Nach der Gruppenphase rangierte er mit den Slowenen auf dem dritten Platz der Gruppe 10 und schaffte es im Ranking der drittplatzierten Mannschaften auf Platz 2 und sicherte sich somit die Teilnahme an der im März 2016 nachfolgenden Eliterunde der Qualifikation. In dieser scheiterte die Mannschaft nach drei Remis gegen die Konkurrenz und schaffte als Dritter der Gruppe 4 nicht den Einzug zur im Mai 2016 stattfindenden Endrunde in Aserbaidschan. Celar war der einzige slowenischen Torschütze in dieser Eliterunde; auch in der Qualifikationsrunde zuvor hatte er einen Treffer beigesteuert.
Nachdem er zwei Tage nach seinem 17. Geburtstag letztmals eingesetzt worden war, absolvierte Celar ab August 2016 eine Reihe von Einsätzen für die U-18-Auswahl seines Heimatlandes. Bei seinem Debüt am 11. August gegen die Alterskollegen aus Italien erzielte er bei der 1:5-Niederlage den einzigen Treffer seines Teams und musste danach bis zum Januar des nachfolgenden Jahres auf weitere Länderspieleinsätze im U-18-Kader warten. Bis Ende des Monats hatte er es auf sieben weitere U-18-Länderspiele gebracht, war hierbei allerdings nur im letzten mit zwei Treffern gegen Bulgarien als Torschütze erfolgreich. Nach zwei freundschaftlichen Länderspieleinsätzen gegen Serbien Ende März 2017, absolvierte der Angriffsspieler am 7. Juni 2017 bei einem 1:1-Remis gegen Tschechien, bei dem er auch den Treffer seines Heimatlandes beisteuerte, sein letztes Länderspiel im slowenischen U-18-Nationalkader. In zwölf Partien war er zu fünf Treffern für die Mannschaft gekommen und absolvierte bereits zwei Monate später seine ersten Spiele für die slowenischen U-19-Junioren. Auf zwei Vorbereitungsspiele gegen Kasachstan Ende August – Celar traf im Hinspiel im Doppelpack – folgte für die Slowenen im Oktober die Qualifikation zur U-19-EM 2018. Nach drei absolvierten Partien, bei denen er sich in jedem als Torschütze eintragen konnte, war für die Slowenen rund um den torgefährlichen Mittelstürmer bereits Schluss. Als Drittplatzierter der Gruppe 4 scheiterte man bereits frühzeitig und schaffte es nicht einmal in die nachfolgende Eliterunde der Qualifikation.
Knapp eineinhalb Jahre nach seinem letzten Länderspieleinsatz für Slowenien debütierte Celar am 22. März 2019 in einem Freundschaftsspiel gegen Georgien für die U-21-Nationalmannschaft Sloweniens. Bei seinem zweiten U-21-Länderspieleinsatz gegen die Schweiz am 7. Juni 2019 konnte sich Celar beim 2:1-Sieg seiner Mannschaft erstmals als Torschütze der U-21-Nationalmannschaft eintragen. Danach absolvierte er in diesem Jahr noch jeweils ein U-21-Länderspiel gegen England (11. Oktober) und Portugal (14. November).

## Erfolge
FC Lugano:
- Schweizer Cupsieger 2021/22